# Tetín (okres Jičín)
Obec Tetín se nachází v okrese Jičín, kraj Královéhradecký. Žije zde 159 obyvatel a její součástí je i vesnice Vidoň.

## Historie
První písemná zmínka o obci pochází z roku 1629.

## Části obce
- Tetín
- Vidoň

V letech 1961–1976 k obci patřil i Vřesník.

## Pamětihodnosti
- Socha sv. Donáta z roku 1731[6]
- Socha sv. Venantia
- Kříže z let 1755 a 1883[6]
- Vlkanovská zvonička – u domu č. 3,[7] obnovena v roce 2014[8]
- Hrubá skála – skalní útvar severovýchodně od vsi[9][10]